# Oculipetilus pulcher
Oculipetilus pulcher là một loài bọ cánh cứng trong họ Cerambycidae.